# Sigamary Diarra
Sigamary Diarra (Villepinte, 10 de janeiro de 1984) é um futebolista profissional malinês que atua como meia.

## Carreira
Sigamary Diarra representou o elenco da Seleção Malinesa de Futebol no Campeonato Africano das Nações de 2015.

## Títulos
Mali
- Campeonato Africano das Nações: 2013 - 2º Lugar